# Klatovyi járás

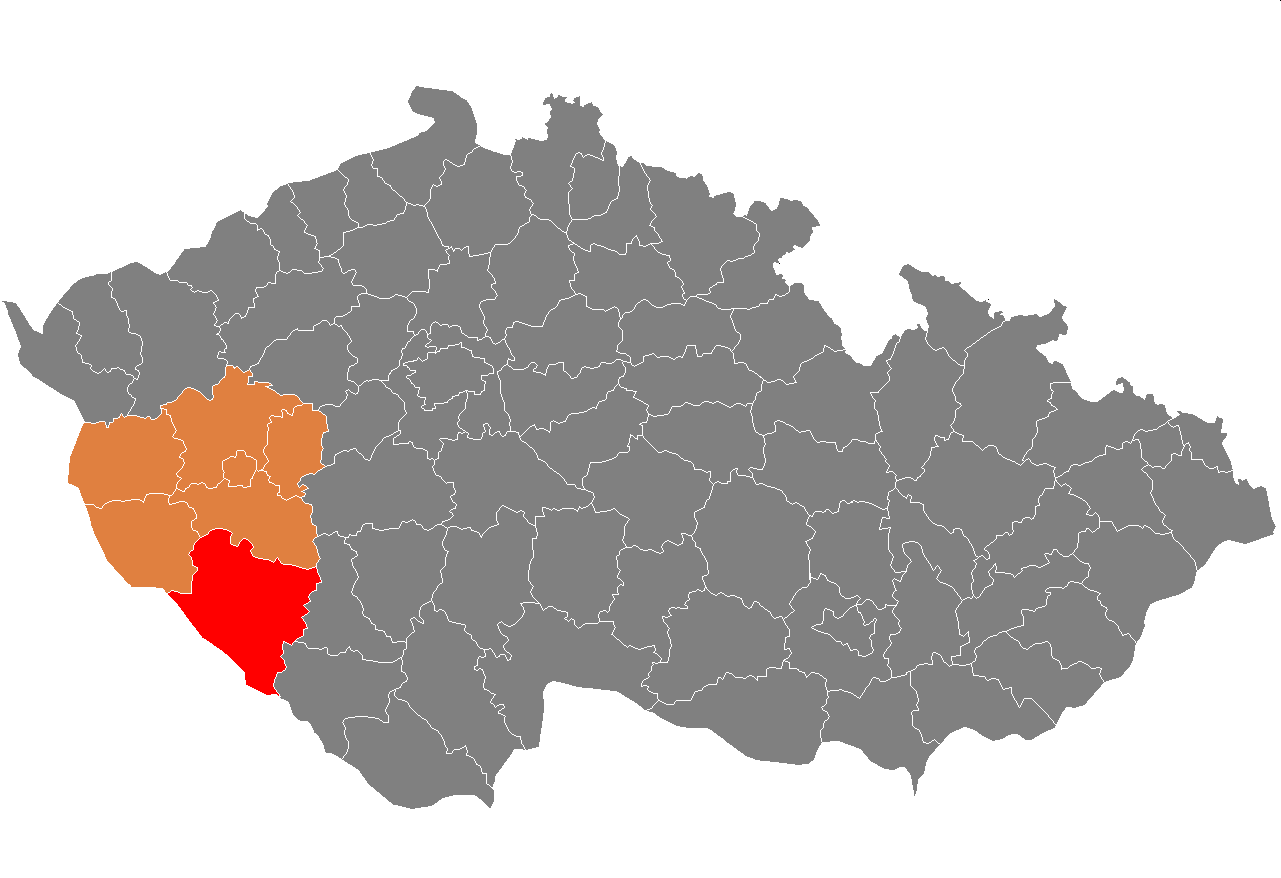
A Klatovyi járás

A Klatovyi járás (csehül: Okres Klatovy) közigazgatási egység Csehország Plzeňi kerületében. Székhelye Klatovy. Lakosainak száma 89 035 fő (2009). Területe 1945,69 km².

## Városai, mezővárosai és községei
A városok félkövér, a mezővárosok dőlt, a községek álló betűkkel szerepelnek a felsorolásban.
Běhařov •
Běšiny •
Bezděkov •
Biřkov •
Bolešiny •
Břežany •
Budětice •
Bukovník •
Čachrov •
Černíkov •
Červené Poříčí •
Chanovice •
Chlistov •
Chudenice •
Chudenín •
Číhaň •
Čímice •
Dešenice •
Dlažov •
Dlouhá Ves •
Dobršín •
Dolany •
Domoraz •
Dražovice •
Frymburk •
Hamry •
Hartmanice •
Hejná •
Hlavňovice •
Hnačov •
Horažďovice •
Horská Kvilda •
Hrádek •
Hradešice •
Janovice nad Úhlavou •
Javor •
Ježovy •
Kašperské Hory •
Kejnice •
Klatovy •
Klenová •
Kolinec •
Kovčín •
Křenice •
Kvášňovice •
Lomec •
Malý Bor •
Maňovice •
Měčín •
Mezihoří •
Mlýnské Struhadlo •
Mochtín •
Modrava •
Mokrosuky •
Myslív •
Myslovice •
Nalžovské Hory •
Nehodiv •
Nezamyslice •
Nezdice na Šumavě •
Nýrsko •
Obytce •
Olšany •
Ostřetice •
Pačejov •
Petrovice u Sušice •
Plánice •
Podmokly •
Poleň •
Prášily •
Předslav •
Rabí •
Rejštejn •
Slatina •
Soběšice •
Srní •
Strašín •
Strážov •
Sušice •
Svéradice •
Švihov •
Tužice •
Týnec •
Újezd u Plánice •
Velhartice •
Velké Hydčice •
Velký Bor •
Vřeskovice •
Vrhaveč •
Zavlekov •
Zborovy •
Železná Ruda •
Žichovice •
Žihobce

## Fordítás
- Ez a szócikk részben vagy egészben  a   Klatovy District című angol Wikipédia-szócikk ezen változatának fordításán alapul.  Az eredeti cikk szerkesztőit annak laptörténete sorolja fel. Ez a jelzés csupán a megfogalmazás eredetét és a szerzői jogokat jelzi, nem szolgál a cikkben szereplő információk forrásmegjelöléseként.
- Ez a szócikk részben vagy egészben  az   Okres Klatovy című cseh Wikipédia-szócikk ezen változatának fordításán alapul.  Az eredeti cikk szerkesztőit annak laptörténete sorolja fel. Ez a jelzés csupán a megfogalmazás eredetét és a szerzői jogokat jelzi, nem szolgál a cikkben szereplő információk forrásmegjelöléseként.